# ラウダー・ザン・ラヴ
『ラウダー・ザン・ラヴ』（Louder Than Love）は、サウンドガーデンが1989年に発表した2作目のスタジオ・アルバム。A&Mレコード移籍第1弾アルバムとして発表され、バンドのメジャー・デビュー作というだけでなく、グランジというジャンルでは初のメジャー・レーベルからリリースされたアルバムとしても知られる。

## 背景
シアトルのラジオ局KCMUが、A&Mにサウンドガーデンも含むメジャー未契約のバンドの音源が収録されたコンピレーション・テープを送り、それがきっかけでバンドはA&Mとの契約を得た。共同プロデューサーのテリー・デイトは、過去にメタル・チャーチやフィフス・エンジェルといったヘヴィメタル・バンドの作品を手掛け、サウンドガーデンの次作『バッドモーターフィンガー』（1991年）も引き続きプロデュースしている。
キム・セイルは1989年10月18日付の『シカゴ・トリビューン』紙に掲載された記事において「俺達の音楽は、ヘヴィメタルと同様キリング・ジョークやバウハウスといったイギリスのバンドからも影響を受けている」とコメントした。また、「ゲット・オン・ザ・スネーク」では9分の4拍子のリズムが取り入れられており、セイルはこの曲について「この曲では踊れないけど、それでもジワジワと迫ってくるような感じだ」と語っている。
本作発表後、ヒロ・ヤマモトがバンドを脱退して復学する。ヤマモトの後任としてサウンドガーデンに参加したジェイソン・エヴァーマンによれば、バンドのロード・マネージャーはヤマモトについて「彼は生粋のパンク・ロックだった。当時はA&Mの連中とミーティングがあって、バンの中での生活は終わっていた。彼は本当に『オー、ノー、ノー、ノー! こんなの俺に合わない』って感じだったよ」と語っていたという。なお、エヴァーマンの在籍は短期間に終わり、1990年4月にはベン・シェパードが加入する。

## 反響・評価
母国アメリカでは自身初のBillboard 200入りを果たし、108位に達した。ただし、クリス・コーネルが2011年に『ギター・ワールド』誌のインタビューで語ったところによれば、総売り上げは前作『ウルトラメガ・OK』の方が上だという。
Steve Hueyはオールミュージックにおいて5点満点中3点を付け、本作の音楽性を「スローで軋むような低音チューニングの、サバス/ツェッペリン風リフの山と、クリス・コーネルの叫び」と形容している。
メタリカのカーク・ハメットは、本作に影響を受けて「エンター・サンドマン」のリフを作った。

## 収録曲
特記なき楽曲はクリス・コーネル作詞・作曲。
1. アグリィ・トゥルース - "Ugly Truth" - 5:26
2. ハンズ・オール・オーヴァー - "Hands All Over" (Chris Cornell, Kim Thayil) - 6:00
3. ガン - "Gun" - 4:42
4. パワー・トリップ - "Power Trip" (C. Cornell, Hiro Yamamoto) - 4:09
5. ゲット・オン・ザ・スネーク - "Get on the Snake" (C. Cornell, K. Thayil) - 3:44
6. ケビンズ・マム - "Full on Kevin's Mom" - 3:37
7. ラウド・ラヴ - "Loud Love" - 4:57
8. アイ・アウェイク - "I Awake" (Kate McDonald, H. Yamamoto) - 4:21
9. ノー・ロング・ノー・ライト - "No Wrong No Right" (C. Cornell, H. Yamamoto) - 4:47
10. アンカヴァード - "Uncovered" - 4:30
11. ビッグ・ダム・セックス - "Big Dumb Sex" - 4:11
12. フル・オン - "Full On (Reprise)" - 2:42

## 他メディアでの使用例
「ハンズ・オール・オーヴァー」はアメリカ映画『パシフィック・ハイツ』（1990年公開）のサウンドトラックで使用された。また、「ラウド・ラヴ」はアメリカ映画『ウェインズ・ワールド』（1992年公開）のサウンドトラックで使用された。

## 参加ミュージシャン
- クリス・コーネル - ボーカル、リズムギター
- キム・セイル - リードギター
- ヒロ・ヤマモト - ベース
- マット・キャメロン - ドラムス